# Petřín
Petřín  (in tedesco: Laurenziberg) è una collina alta 327 metri che si trova sulla riva occidentale della Moldava, nel centro di Praga, quasi interamente ricoperta di parchi e zone ricreative.

## Descrizione

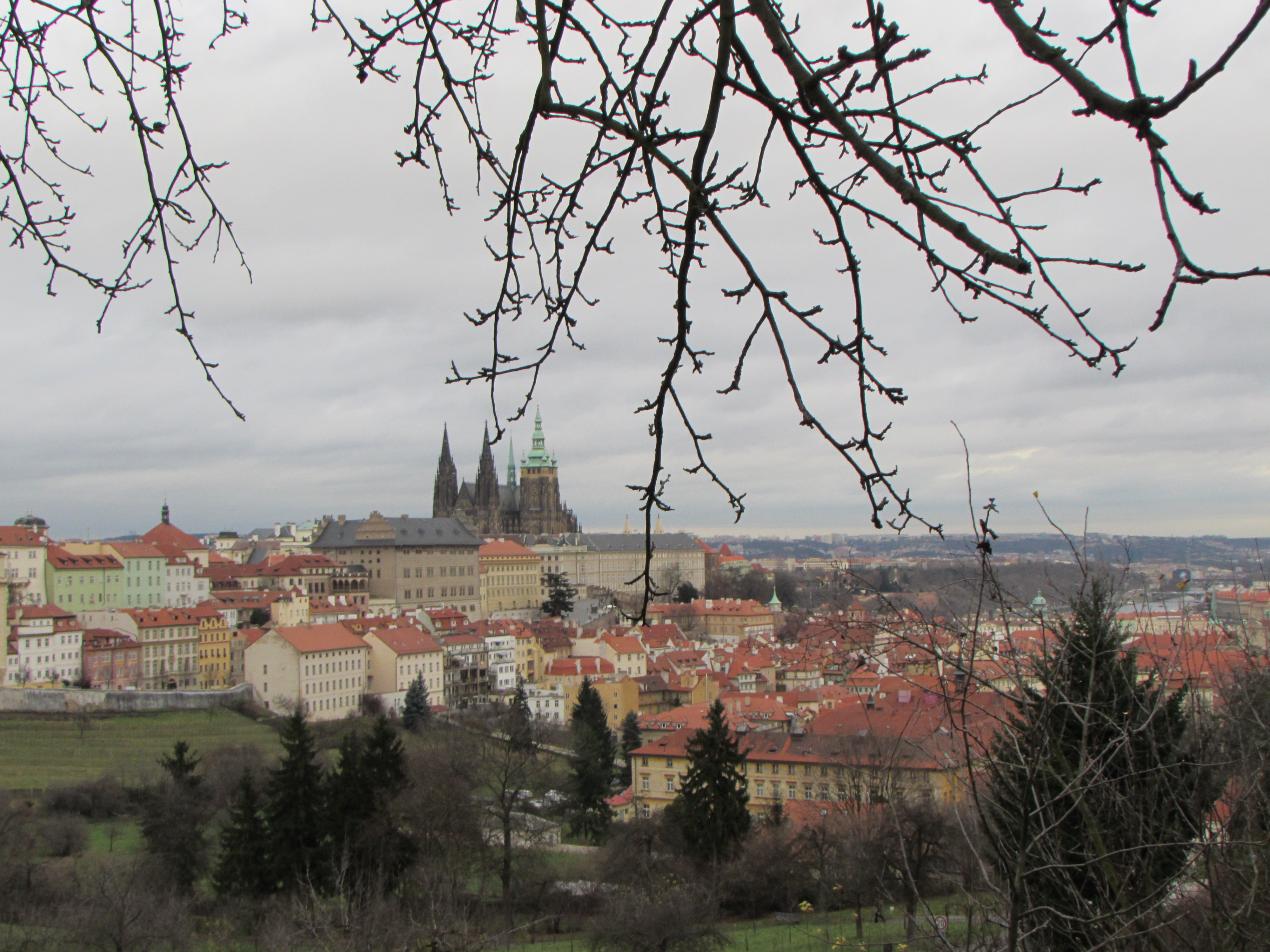
Veduta della città di Praga dalla collina di Petrin

La sommità della collina è collegata al quartiere di Malá Strana dalla funicolare di Petřín, inaugurata nel 1891 in occasione dell'Esposizione generale del centenario della terra.
Tra i vari punti di interesse presenti sono da segnalare il muro della fame, il monastero di Strahov, la funicolare di Petřín, la torre panoramica di Petřín, l'osservatorio astronomico Štefánik, il giardino delle rose, la chiesa di San Lorenzo, la chiesa ortodossa di san Michele Arcangelo e il monumento alle vittime del comunismo.
La chiesa ortodossa di san Michele Arcangelo, in legno, costruita a Mukačevo in Ucraina nella seconda metà del XVII secolo, venne smantellata negli anni venti, trasportata in Cecoslovacchia e ricostruita nel 1929.
Sulla collina di Petřín è ambientato per gran parte il primo romanzo di Franz Kafka Descrizione di una battaglia e in piccola parte il romanzo di Milan Kundera L'insostenibile leggerezza dell'essere.